# TsuShiMaMiRe
TsuShiMaMiRe (つしまみれ) est un groupe de punk rock féminin japonais fondé en 1999. À l'origine, les membres du groupe étaient Mari Kono (guitare et chant), Yayoi Tsuhima (basse) et Mizue Masuda (batterie). Depuis février 2017, Maiko a remplacé Mizue Masuda à la batterie.

## Étymologie du nom
Le nom TsuShiMaMiRe est composé d'un mélange des noms des trois membres originaux du groupe et du suffixe japonais mamire signifiant « couvert de »,.

## Biographie

### Débuts (1999–2008)
En 1999, Mari Kono, Mizue Masuda et Yayoi Tsushima sont membres du même club de musique à l'université de Chiba. Très impressionnée par un concert de Blankey Jet City, Mari décide de créer un groupe. Elle s'attelle à l'apprentissage de la guitare et recrute ses deux amies pour former Bla-Gal, un groupe de reprise de Blankey Jet City. Graduellement, le trio commence à composer des chansons originales et adopte le nom TsuShiMaMiRe,. Les deux premières démos du groupe, Hamburger Set (ハンバーガーセット) et Bloodshed Mohican (流血モヒカン), sont enregistrées dans les locaux du club de musique de l'université et publiées respectivement et 2000 et 2002.
En mars 2004, TsuShiMaMiRe participe à deux dates de la tournée Japanese Girls Samurai US Tour aux États-Unis, avec les groupes japonais Bleach, Kokeshi Dolls, Noodles et Petty Booka, jouant notamment au festival South by Southwest. L'affluence et les réactions positives du public lors de ces concerts donnera aux membres du groupe confiance en leur musique,. Le premier album de TsuShiMaMiRe, Pregnant Fantasy (創造妊娠), est publié le 25 août 2004 sur le label Benten Label.
En 2005, TsuShiMaMiRe publie la démo Love and Peace and Bou et participe à la tournée Japanese Girls Nite US Tour 2005 avec les groupes japonais Fantasy's Core, Noodles, Petty Booka, Pillows, Puppypet, The Emeralds, et Titan Go King's aux États-Unis. La même année, le groupe assure 35 concerts en première partie du spectacle Suicide Girls Blackheart Burlesque, puis participe à la tournée Japan Girls Nite West Coast Tour 2005 avec les groupes japonais Amppez et Red Bacteria Vacuum. En 2006, TsuShiMaMiRe publie la démo Brain-a-la-Mode, joue à la convention Anime Central à Rosemont, puis assure à nouveau la première partie de Suicide Girls Blackheart Burlesque. Cette tournée est toutefois écourtée lorsque Suicide Girls obtient l'opportunité de faire la première partie de Guns N' Roses et annule les 6 dernières dates prévues.

### Nouveaux albums (2007–2013)
Le deuxième album de TsuShiMaMiRe, Brain Shortcake (脳みそショートケーキ), sort le 7 juillet 2007. Le CD contient une piste vidéo du premier clip du groupe Air Control Remote Control (エアコンのリモコン). Le 21 mai 2008, TsuShiMaMiRe publie l'album TsuShiMaMiRe to Rock to Beer De (つしまみれとロックとビアで). À la demande de la chaîne cartoon Network Japon, le groupe compose des chansons sur le thème des Super Nanas pour célebrer le dixième anniversaire de la série. Ces morceaux, ainsi qu'une reprise de la chanson The Powerpuff Girls (End Theme) originellement interprété par le groupe écossais Bis, sont réunis sur l'album Six Mix Girls qui sort le 10 décembre 2008. Le morceau Hyper Sweet Power est utilisé dans une vidéo promotionnelle par Cartoon Network Japon.
Les albums Ah, Umi Da. (あっ、海だ。) et Sex on the Beach sont publiés respectivement le 17 juin 2009 et le 12 mai 2010 par FlyingStar Records, label de Victor Entertainment. En 2010, TsuShiMaMiRe crée le label Mojor Recors destiné à éditer uniquement les albums du groupe. Le single Giving Blood Song/Kitchen Drunker (献血ソング/キッチンドランカー) est la première sortie du label le 9 décembre 2010, suivi par l'album Giving Blood le 23 février 2011.
L'album-concept Shocking sort le 8 février 2012. Il raconte l'histoire de trois extra-terrestres, alter egos des membres du groupe, visitant la Terre pour y répandre le bonheur par le biais de la nourriture et du rock 'n' roll. Un faux groupe, The Shockings, est créé pour la promotion de l'album. En 2013, TsuShiMaMiRe publie le single Jaguar le 13 mars, puis l'album homonyme TsuShiMaMiRe le 15 mai. Le 26 décembre 2013, le groupe commercialise, à des fins caritatives pour les enfants de Fukushima, un DVD contenant le clip de la chanson Bad Dream Bear (さいあくま), réalisé par Kensuke Natsukawa en animation en volume.
Le 12 février 2014, TsuShiMaMiRe publie la compilation TsuShiMaMiReMamire, regroupant 19 de leurs chansons plus un titre inédit, Speedy Wonder (スピーディーワンダー). Une version limitée comprenant un deuxième CD composé de versions alternatives et d'enregistrements en public réalisés à leurs débuts est également disponible.

### Monthly Songs 2015(depuis 2014)
En mars 2015, TsuShiMaMiRe participe à la tournée Japan Nite US Tour 2015 aux côtés des groupes japonais Bo-Peep, Mahoshojo-ni-naritai, Mothercoat, Moumoon, Pirates Canoe, Quorum, Samurai Dynamites, The fin. et Zarigani$. Le 7 octobre 2015, TsuShiMaMiRe publie l'album Abandon Human (人間放棄). Le 24 décembre 2015, le groupe publie l'album Monthly Songs 2015 (今月の歌 2015) composé en partie de chansons publiées mensuellement sur Soundcloud et en partie de chansons inédites,. En novembre et décembre 2016, TsuShiMaMiRe fait sa première tournée européenne. Des concerts ont lieu au Danemark, en France, en Allemagne, en Autriche, en Suisse et aux Pays-Bas. En France, le groupe joue notamment aux Rencontres trans musicales à Rennes, et au salon Japan Touch à Lyon.

### Deuxième formation

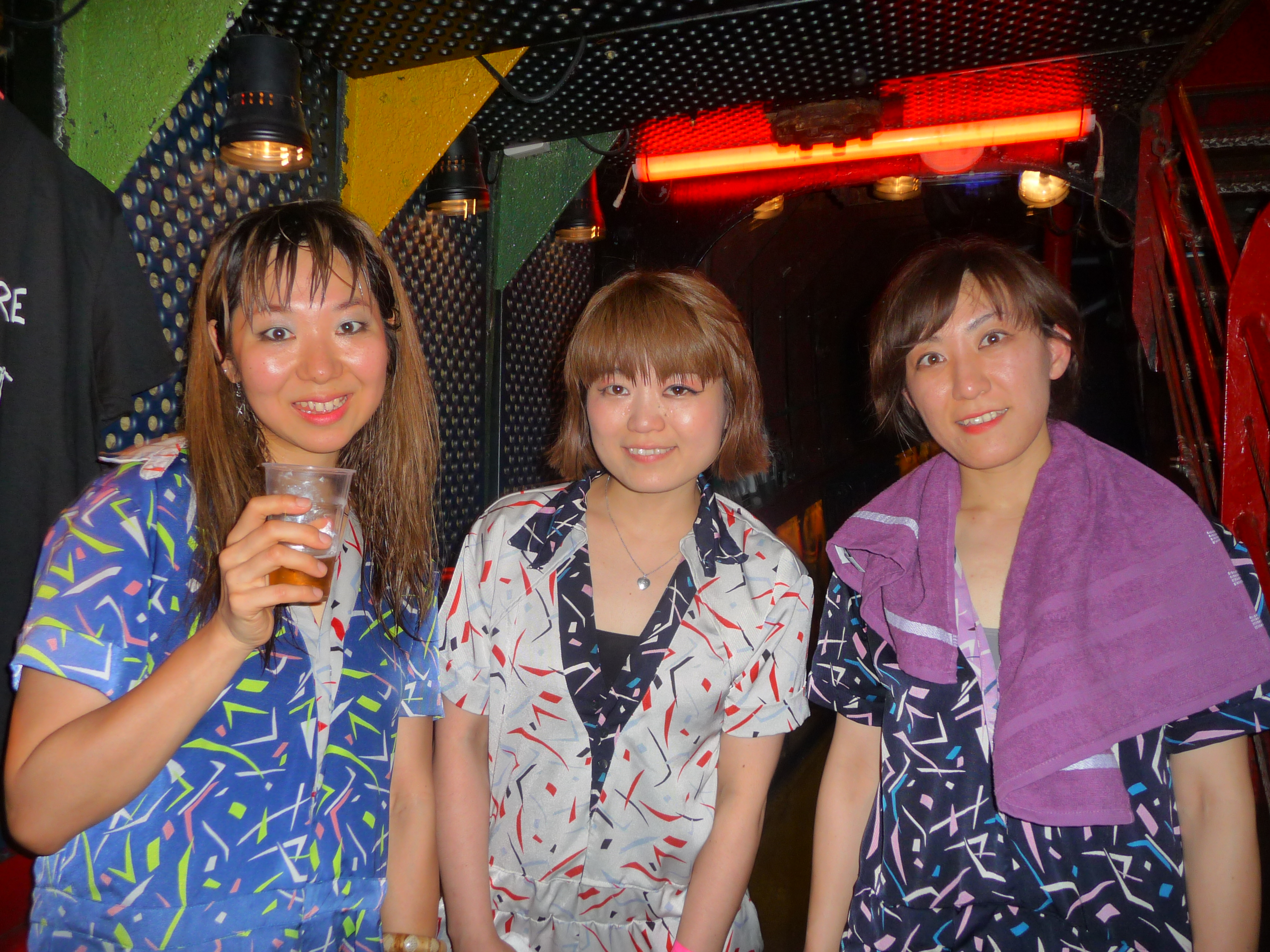
La deuxième formation de TsuShiMaMiRe au Batofar, le 23 mai 2017. De gauche à droite : Yayoi Tsushima, Mari Kono, Maiko.

Le 13 janvier 2017, le groupe annonce que la batteuse Mizue quittera le groupe le 10 février 2017 et qu'un batteur de remplacement assurera les concerts prévus après cette date. Le 14 février 2017, la batteuse Maiko se produit pour la première fois avec le groupe. Le 16 juillet 2017, le groupe annonce que Maiko est désormais un membre permanent du groupe.
Le 1er août 2017, TsuShiMaMiRe annonce un nouvel album New, le premier avec la nouvelle formation, dont la sortie est prévue le 25 octobre 2017. Le même jour sortira aussi le mini-album TsuShiMaGeRu, dans lequel le poste de batteur est tenu par Shigeru Toyoda du groupe Usotsuki Barbie.

## Style musical et thèmes
Bien que beaucoup de morceaux de TsuShiMaMiRe puissent être apparentés au genre punk rock, le groupe se défend d'appartenir à un genre en particulier : « We have no genre. We just play what we wanna do by ourselves! […] I don't know what we are. You decide!!! ». Suivant les morceaux, on trouve ainsi l'influence de nombreux styles musicaux : pop (真緑), rock 'n' roll (ランジェリーショップ), funk (パンバスケット), metal (ソラタカク), rap (キャベツ・ワイルドの回顧録), ska (ラッシュアワー), bossa nova (チャンダン男子), ou encore samba (24 hours カーニバル).
Les thèmes récurrents dans les paroles des chansons sont la nourriture, l'alcool, l'amour et la paix : « We almost always sing about food and alcohol and love and peace!!! Especially FOOD and LOVE is very important part of TsuShiMaMiRe!!! ».

## Discographie

### Albums studio
- 2004 : Pregnant Fantasy (創造妊娠)
- 2007 : Brain Shortcake (脳みそショートケーキ)
- 2008 : TsuShiMaMiRe to Rock to Beer De (つしまみれとロックとビアで)
- 2008 : Six Mix Girls
- 2009 : Ah, Umi Da. (あっ、海だ。)
- 2010 : Sex on the Beach
- 2011 : Giving Blood
- 2012 : Shocking
- 2013 : TsuShiMaMiRe
- 2015 : Abandon Human (人間放棄)
- 2015 : Monthly Songs 2015 (今月の歌 2015)

### Singles
- 2009 : Time Lag (タイムラグ)
- 2010 : Strobo (ストロボ)
- 2010 : Giving Blood Song/Kitchen Drunker (献血ソング/キッチンドランカー)
- 2013 : Jaguar
- 2015 : Human Coating (ニンゲン・コーティング)

### Compilation
- 2014 : TsuShiMaMiReMamire
- 2017 : Beginning

### Démos
- 1999 : Hamburger Set (ハンバーガーセット)
- 2000 : Bloodshed Mohican (流血モヒカン)
- 2005 : Love and Peace and Bou
- 2006 : Brain-a-la-Mode

## Vidéographie

### DVD
- 2009 : Band is Mizumono (バンドは水物２)
- 2012 : Blood Movie
- 2013 : No Punk[17]
- 2013 : Bad Dream Bear (さいあくま)
- 2015 : Band is Mizumono 2 (バンドは水物２)
- 2016 : Hanamamire 2016 (花まみれ 2016)
- 2017 : Mari, Yayoi and Mizue's Show (まりとやよいとみずえのワンマン)[18]

### Clips
- 2007 : Air Control Remote Control (エアコンのリモコン)[19]
- 2008 : Sakuran Boy (さくらんボーイ)[20]
- 2008 : Hyper Sweet Power
- 2009 : Time Lag (タイムラグ)[21]
- 2009 : Matsuri (まつり)[22]
- 2010 : Strobo (ストロボ)[23]
- 2010 : Giving Blood Song (献血ソング)[24]
- 2011 : Grapefruit Girl (グレープフルーツガール)[25]
- 2011 : Hungry and Empty (空腹と空白) (sous le nom The Shockings)[26]
- 2012 : Hungry and Empty (空腹と空白)[27]
- 2013 : Jaguar[28]
- 2013 : Bad Dream Bear (さいあくま)[29]
- 2014 : Speedy Wonder (スピーディーワンダー)[30]
- 2015 : Human Coating (ニンゲン・コーティング)[31]
- 2015 : Hang Out! (ハングアウトだ)[32]
- 2015 : Under the Sky of Yesterday (昨日、この空の下で)[33]